# G&L Beijer

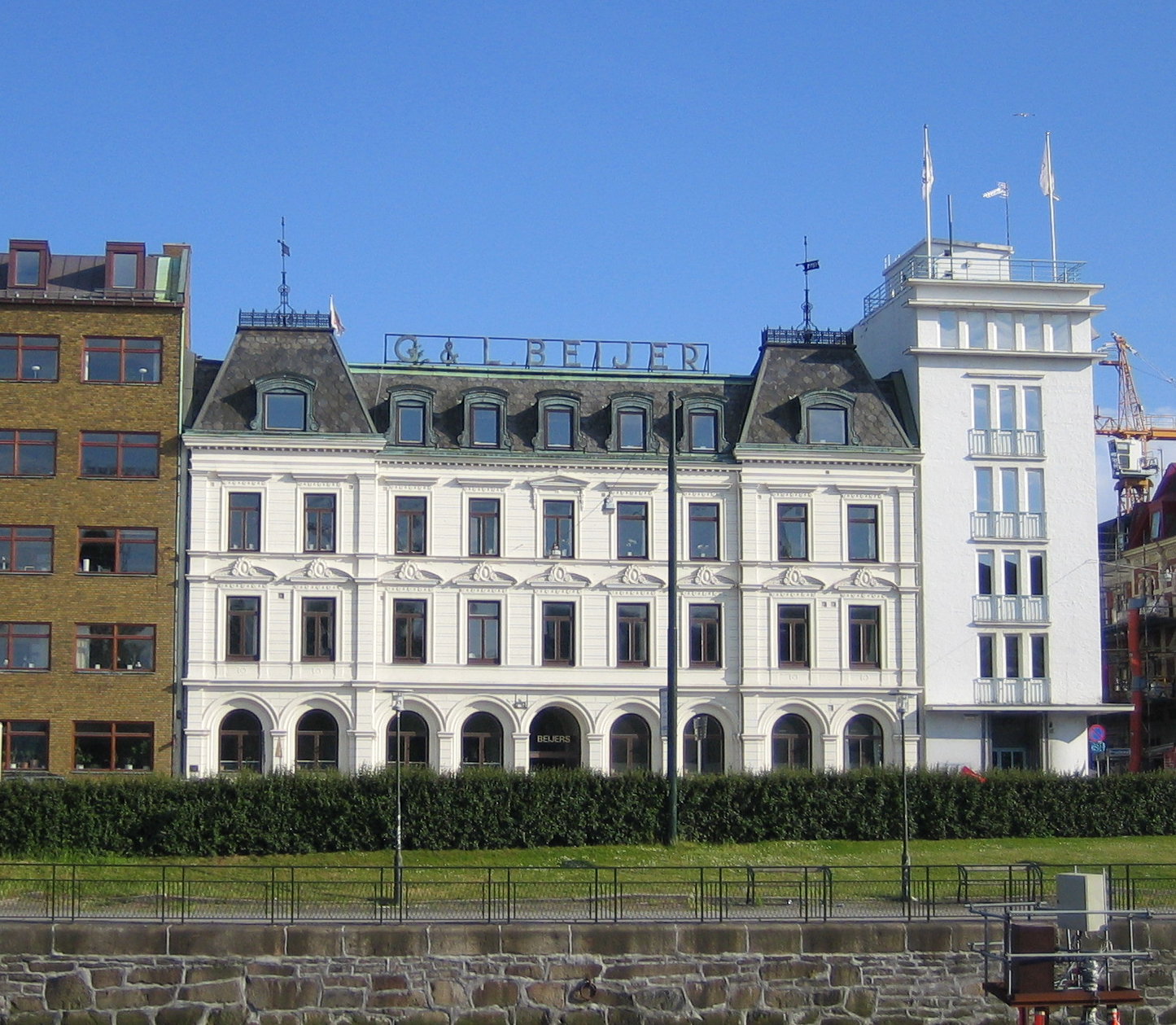
G&L Beijers hus vid Norra Vallgatan i Malmö

G&L Beijer, industrihandelsbolag, tidigare noterat på Stockholmsbörsen, och som sedermera inriktat sig på kyla under namnet Beijer Ref.

## Historik

### Grundande
Handelsföretaget Firma G Beijer grundades 1866 i Malmö av Gottfried Beijer. Tillsammans med brodern Lorens Beijer bildade han 1877 G&L Beijer. Inledningsvis handlade bolaget främst med spannmål, men sedan övergick bolaget alltmera till stenkol, tackjärn och valsat stål.
1878 bildades Sydsvenska Ångfartygs AB på initiativ av Gottfried Beijer. Samtidigt öppnades ett speditions- och skeppsklareringskontor i Malmö.
År 1894 startade Waldemar Beijer en filial i Stockholm. Efter att Waldemar Beijer brutit kontakten med sina halvbröder Gottfried och Lorens blev denna filial 1904 det separata bolaget G&L Beijer Import & Export som senare skulle omvandlas till Beijerinvest och även ha kopplingar senare tids Beijer Bygg och Beijer Alma.
1905 förvärvades samtliga aktier i Carl Peterssons Stenkols AB.
1908 ombildades G&L Beijer till aktiebolag med Lorens Beijer som dess första styrelseordförande.
1920 flyttade bolaget in i nya lokaler med adress Norra Vallgatan 70 i Malmö.
På 1930-talet nådde företagets skeppningar av kol och koks sin kulmen. Kriget på 1940-talet tvingade företaget till stora omställningar och avdelningar för byggnadsmaterial, export av maskiner och verktyg samt trävaruhandel startades. 
På 1940-talet inleddes en ny verksamhet för klarerings- speditionsavdelningen och man hade lagerrörelse i stor skala med egna magasin. 1979 blev speditionsrörelsen eget bolag som G&L Beijer Spedition AB.
I början på 1950-talet var bolagets försäljningsverksamhet inriktad på ett fåtal produkter som omsattes i stora kvantiteter. Olja, kol och koks, tackjärn och handelsstål. Förvärv av nya agenturer inom främst gjuteri- och stålindustrin medförde att försäljningen ökade.
1969 förvärvades AB Kolkompaniet. Detta bytte 1977 namn till Beijer Olje AB.
1975 införlivas Slipmaterialaffären, med verksamhet inriktad på slipmaterialprodukter, i koncernen. 1989 bytte Slipmaterialaffären namn till G&L Beijer Tools AB.
1981 blev Beijer Electronics en avdelning i moderbolaget som inriktade sig på att marknadsföra programmerbara PLC- och mikrodatorsystem. 1982 etablerades Beijer Electronics även i Norge och Finland. 1986 överfördes verksamheten till nybildade dotterbolaget G&L Beijer Electronics AB.
1985 överfördes större delen av industriförsäljningen till nybildade G&L Beijer Industri AB.
1988 förvärvades AB Tebeco Industriprodukter.
Efter att på 1980-talet ha bedrivit en aktiv aktiehandelsverksamhet avvecklades denna alltmera i slutet av 1980-talet. 1990 blev G&L Beijer Beijer AB en av huvudägarna i nybildade Matteus Fondkommission AB. 

### Skrinet förvärvar G&L Beijer

#### Ägande och namnbyte
1992 förvärvade Skrinet AB 62% av aktierna i G&L Beijer AB. 1994 blev G&L Beijer helägt av Skrinet, i vars tidigare verksamhet fanns dotterbolagen Kylma AB och DPnova. Familjerna Beijer och Hain hade sedan start varit huvudägare till G&L Beijer och blev nu huvudägare i Skrinet.
1995 bytte Skrinet AB namn till G&L Beijer AB.
2002 sålde Jan Hain sitt innehav i G&L Beijer, uppgående till 55,5% röster och 28,5% av kapitalet. Delar av Beijers styrelse och ledning förvärvade A-aktierna medan institutioner köpte de röstsvagare B-aktierna.

#### Verksamhet
1994 överfördes verksamheterna inom Beijers affärsområden olja, elektronik och industriförsäljning till egna koncerner. Beijer Olje AB såldes till Svenska Shell.
1997 såldes DPnova och 1998 såldes G&L Beijer Spedition AB.
2000 ansökte Beijer Electronics om notering på börsens O-lista.
2001 skapade affärsområdet kyla en gemensam profil med varumärket Beijer Ref, men med ursprung från Kylma. 2004 förvärvades Elsmark Holding A/S från danska Danfoss med verksamhet i sex länder. Beijer Ref blev därmed Europas största kylgrossist. Åtskilliga företagsförvärv skulle sedan följa, däribland förvärvet 2011 av Toshibas distributionsverksamhet inom luftkonditionering och värme i elva europeiska länder från Carrier Corporation. Samma år stärktes verksamheten i södra Afrika och sedan skulle ytterligare förväv följa i södra Afrika, Asien och Oceanien.
2006 lämnade Beijer Industriteknik helt marknaden för konsumentprodukter. 2007 bytte Beijer Industriteknik namn till Beijer Tech och 2010 avyttrades Beijer Tech till Beijer Alma. Affären värderades till 340 miljoner kr och som betalning erhöll G&L Beijer 39 miljoner kr i kontant köpeskilling samt 2,7 miljoner aktier i Beijer Alma. Samtliga Beijer Alma-aktier avyttrades 2011. 

### G&L Beijer byter namn till Beijer Ref
2014 bytte koncernen namn från G&L Beijer AB till Beijer Ref.

## Verkställande direktörer
- Gottfried Beijer 1866–1901 (avled 1901)
- Lorens Beijer 1901–1910 (avled 1910)
- Alfred Jacobsson 1910–1914
- Erskine Hain 1914–1959 (avled 1959, gift med Gottfried Beijers dotter Anna)
- Richard Hain 1959–1961 (avled 1975, Erskine Hains bror)
- John Hain 1961–1972 (avled 1994, Richard Hains son)
- Charles Werner 1972–1991 (avled 2006, gift med en dotter till Richard Hain[6])
- Jan Årefors 1991–1993
- Joen Magnusson 1993–2013
- Per Bertland 2013-

## Styrelseordförande
- Lorens Beijer 1908-1910
- Ernst Wehtje 1922-1961 (gissningsvis inledningsvis Ernst Wehjtje senior och sedan Ernst Wehtje junior)
- Richard Hain 1961-1972
- John Hain 1972-